# Bébé, Bout de Zan et le Voleur
Pour plus de détails, voir Fiche technique et Distribution.
Bébé, Bout de Zan et le Voleur est un film muet français réalisé par Louis Feuillade et sorti en 1912.

## Fiche technique
- Titre : Bébé, Bout de Zan et le Voleur
- Réalisation : Louis Feuillade
- Scénario : Louis Feuillade
- Société de production : Société des Établissements L. Gaumont
- Pays d'origine :  France
- Langue : film muet avec les intertitres en français
- Format : Noir et blanc — 35 mm — 1,33:1 — Muet
- Métrage : 225 m[1]
- Genre : Comédie
- Durée : 7 minutes 30
- Date de sortie : 
  - France : novembre 1912

## Distribution
- Renée Carl : Mme Labèbe, mère de Bébé
- René Dary : Bébé
- Paul Manson : le père de Bébé
- René Poyen : Bout-de-Zan
- Marthe Vinot
- René Navarre
- Jean Aymé